# Су Бинтянь
Су Бинтя́нь (кит. упр. 苏炳添, пиньинь Sū Bǐngtiān; род. 29 августа 1989) — китайский легкоатлет, призёр Олимпийских игр 2020 года, чемпион Азии и Азиатских игр. Серебряный призёр чемпионата мира в помещении 2018 года. Единственный спринтер неафриканского происхождения, пробежавший дистанцию на 100 метров с результатом ниже 9.85 секунд. Единственный спринтер азиатского происхождения, преодолевший 10-секундный барьер. Пробежал самые быстрые 60 метров, когда-либо зафиксированные в любых условиях (6.29, 2021); этот результат не является официальным мировым рекордом, а был зафиксирован как промежуточный результат в беге на 100 метров.

## Биография
Родился в 1989 году в Чжуншане провинции Гуандун. В 2009 году стал чемпионом Восточноазиатских игр и Азиатских игр в помещениях. В 2010 году завоевал золотую медаль Азиатских игр. В 2011 году стал чемпионом Азии и бронзовым призёром Универсиады. В 2012 году принял участие в Олимпийских играх в Лондоне, но медалей не добился. В 2013 году вновь стал чемпионом Азии. В 2014 году завоевал серебряную медаль Азиатских игр.

## Сезоны 2012-2021
На Олимпийских играх 2012 года в Лондоне в полуфинале пробежал с результатом 10.28 секунд, заняв последнее место.
10 мая 2015 года открыл сезон в Кавасаки пробежав 100 метров за 10.10 секунд, через 10 дней в Пекине улучшает свой результат до 10.06. 30 мая в Юджине пробегает 100 метров за 9.99 секунд, устанавливая при этом национальный рекорд Китая и рекорд Азии. 23 августа в полуфинале чемпионата мира в Пекине пробежал 100 метров за 9.99 секунд, в финале занял последнее место с результатом 10.06 секунды.
26 мая 2018 года на соревнованиях Бриллиантовой лиги IAAF в Юджине пробежал 100 метров за 9.90 секунд, при попутном ветре (+2,4 м/с). 22 июня в Мадриде улучшил личный рекорд и рекорд Азии, пробежав 100 метров за 9.91 секунд. 30 июня в Париже пробежал с таким же результатом. 26 августа на Азиатских играх в Джакарте в финале 100 метров пробежал за 9.92 секунды.
1 августа 2021 года на Олимпийских играх в Токио в полуфинальном забеге на 100 метров пробежал с результатом 9.83, в котором показал самое быстрое время на отметке 60 метров — 6.29 секунд. В финале занял шестое место с результатом 9.98 секунд.